# 댄 버클리
댄 버클리(영어: Dan Buckley)는 미국의 만화 작가, 편집자로 마블 코믹스의 출판인이다.